# Ocumare del Tuy
Ocumare del Tuy – miasto w Wenezueli, w stanie Miranda; 166 tys. mieszkańców (2006).